# Сі-Герт (Нью-Джерсі)
Сі-Герт (англ. Sea Girt) — місто (англ. borough) в США, в окрузі Монмаут штату Нью-Джерсі. Населення — 1866 осіб (2020).

## Географія
Сі-Герт розташоване за координатами 40°7′50″ пн. ш. 74°2′2″ зх. д. / 40.13056° пн. ш. 74.03389° зх. д. (40.130499, -74.033843).  За даними Бюро перепису населення США в 2010 році місто мало площу 3,76 км², з яких 2,74 км² — суходіл та 1,02 км² — водойми.

### Клімат
| Клімат : Сі-Герт        | Клімат : Сі-Герт | Клімат : Сі-Герт | Клімат : Сі-Герт | Клімат : Сі-Герт | Клімат : Сі-Герт | Клімат : Сі-Герт | Клімат : Сі-Герт | Клімат : Сі-Герт | Клімат : Сі-Герт | Клімат : Сі-Герт | Клімат : Сі-Герт | Клімат : Сі-Герт | Клімат : Сі-Герт |
| Показник                | Січ.             | Лют.             | Бер.             | Квіт.            | Трав.            | Черв.            | Лип.             | Серп.            | Вер.             | Жовт.            | Лист.            | Груд.            | Рік              |
| Середній максимум, °C   | 4,4              | 5,8              | 9,6              | 14,9             | 20,3             | 25,4             | 28,4             | 27,7             | 24,3             | 18,4             | 12,8             | 7,2              | 16,7             |
| Середня температура, °C | 0,2              | 1,4              | 4,9              | 10,2             | 15,6             | 20,8             | 23,9             | 23,3             | 19,6             | 13,6             | 8,4              | 3,1              | 12,2             |
| Середній мінімум, °C    | −4               | −2,9             | 0,4              | 5,5              | 10,9             | 16,3             | 19,4             | 18,9             | 14,9             | 8,6              | 3,9              | −1,1             | 7,6              |
| Норма опадів, мм        | 93               | 80               | 106              | 102              | 87               | 92               | 120              | 113              | 87               | 95               | 103              | 103              | 1181             |
| Вологість повітря, %    | 64.6             | 62.0             | 60.3             | 61.6             | 65.3             | 69.8             | 69.2             | 71.0             | 71.1             | 69.4             | 67.8             | 65.5             | 66.5             |
| ----------------------- | ---------------- | ---------------- | ---------------- | ---------------- | ---------------- | ---------------- | ---------------- | ---------------- | ---------------- | ---------------- | ---------------- | ---------------- | ---------------- |
| Джерело: PRISM          |                  |                  |                  |                  |                  |                  |                  |                  |                  |                  |                  |                  |                  |

## Демографія
Згідно з переписом 2010 року, у селищі мешкало 1828 осіб у 823 домогосподарствах у складі 546 родин. Було 1291 помешкання
Расовий склад населення:
| - 99,1 % — білих - 0,2 % — азіатів |

До двох чи більше рас належало 0,4 %. Частка іспаномовних становила 1,6 % від усіх жителів.
За віковим діапазоном населення розподілялося таким чином: 19,2 % — особи молодші 18 років, 50,9 % — особи у віці 18—64 років, 29,9 % — особи у віці 65 років та старші. Медіана віку мешканця становила 53,5 року. На 100 осіб жіночої статі у селищі припадало 88,6 чоловіків;  на 100 жінок у віці від 18 років та старших — 81,0 чоловіків також старших 18 років.
Середній дохід на одне домашнє господарство  становив 182 137 доларів США (медіана — 108 333), а середній дохід на одну сім'ю — 229 167 доларів (медіана — 143 125). За межею бідності перебувало 2,9 % осіб, у тому числі 4,3 % дітей у віці до 18 років та 2,5 % осіб у віці 65 років та старших.
Цивільне працевлаштоване населення становило 692 особи. Основні галузі зайнятості: освіта, охорона здоров'я та соціальна допомога — 23,4 %, фінанси, страхування та нерухомість — 14,0 %, мистецтво, розваги та відпочинок — 11,1 %, науковці, спеціалісти, менеджери — 11,0 %.